# Whataboutism
Whataboutism или whataboutery (а шта ћемо са...?") је пејоратив за стратегију одговарања на оптужбу контраоптужбом уместо одбране од првобитне оптужбе. Са логичке и аргументативне тачке гледишта, „whataboutismus“ се сматра варијантом обрасца tu-quoque (латински „и ти“, термин за контраоптужбу), што је подтип аргумента ad-hominem.
Намера комуникације је често одвраћање пажње од садржаја теме (црвена харинга). Циљ може бити и довођење у питање оправданости критике и легитимитета, интегритета и правичности критичара, што може попримити карактер дискредитације критике, која може, али и не мора бити оправдана. Уобичајене оптужбе укључују двоструке стандарде и лицемерје, али се могу користити и за релативизацију критике сопствених ставова или понашања. (А: „Дугорочна незапосленост често значи сиромаштво у Немачкој.“ Б: „А шта је са гладнима у Африци и Азији?“). Повезане технике манипулације и пропаганде у смислу реторичког избегавања теме су промена теме и лажна равнотежа.
Неки коментатори су бранили употребу израза „Whataboutism“ и „tu quoque“ у одређеним контекстима. Whataboutism може пружити неопходан контекст за то да ли је одређена линија критике релевантна или фер. Оптуживање саговорника за whataboutism такође може само по себи бити манипулативно и служити мотиву дискредитације, јер се критичне тачке разговора могу користити селективно и намерно чак и као почетна тачка разговора (упореди постављање агенде, уоквиривање, ефекат уоквиривања, примовање). Одступање од њих се може означити као whataboutism. И whataboutism и оптужба да се неко користи њиме су облици стратешког уоквиривања и имају ефекат уоквиривања.